# Mühlberg (Landschaftsschutzgebiet)
Der Mühlberg ist ein vom Landratsamt Tuttlingen am 15. Dezember 1988 durch Verordnung ausgewiesenes Landschaftsschutzgebiet auf dem Gebiet der Stadt Tuttlingen.

## Lage
Das Landschaftsschutzgebiet Mühlberg liegt etwa 700 m nordöstlich  des Tuttlinger Stadtteils Möhringen an der Donau auf dem gleichnamigen Bergsporn zwischen dem Bächetal und dem Donautal. Es gehört zum Naturraum Baaralb und Oberes Donautal und gehört zum Naturpark Obere Donau.

## Landschaftscharakter
Das Gebiet umfasst die offenen und halboffenen Flächen um den Mühlbergkopf, die durch Wiesen, Magerrasen und Sukzessionswald geprägt sind. Im Südwesten des Schutzgebiets steht die Mühlbergkapelle.

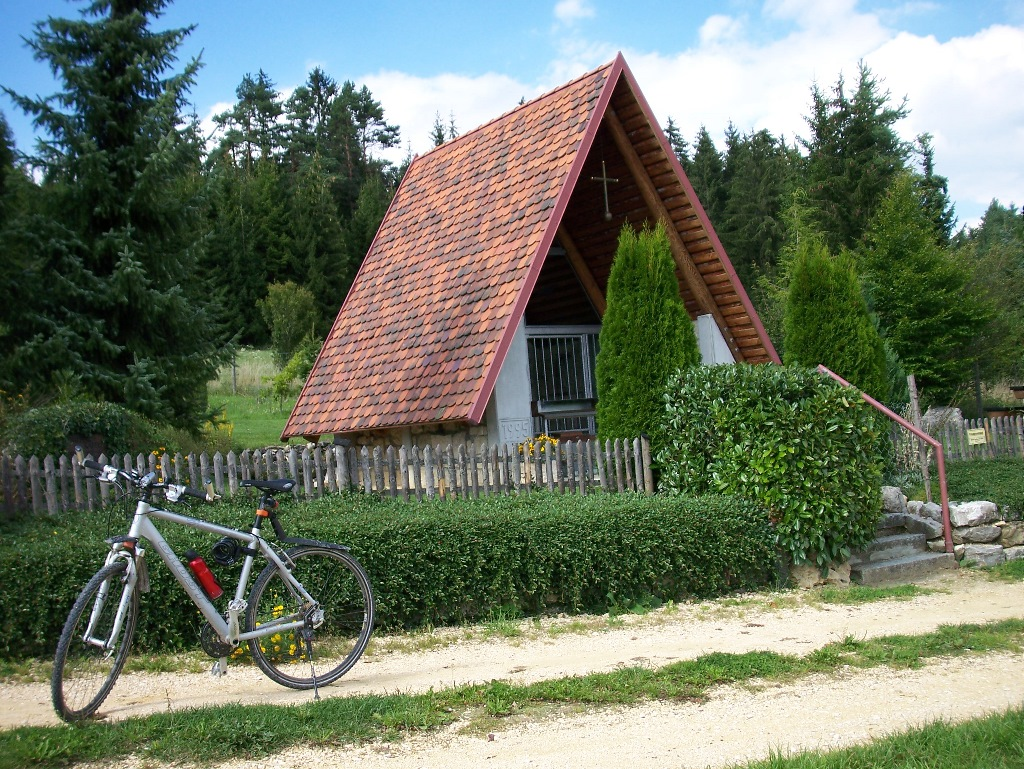
Mühlbergkapelle